# 中国共産党重慶市委員会
中国共産党重慶市委員会（ちゅうごくきょうさんとうじゅうけいしいいんかい）は中国共産党に所在する重慶市を運営する組織である。
中国共産党重慶市委員は中国共産党重慶市大会という選挙によって選出される。大会が開催されていない期間は、中国共産党中央委員会の指示を重慶市で実行し、重慶市の行動を指導し、中国共産党中央委員会に定期的に報告する。

## 沿革
中国共産党重慶市委員会は1949年5月に建立された。
1997年12月、中国共産党重慶市委員会は新しい重慶直轄市の最高党・政府機関であった。

## 職責
『中国共産党地方委員会工作条例』によると、中国共産党地方委員会は主に政治、思想と組織指導を実行し、以下の職能を担う：
1. 地域の主要な問題についての意思決定を行う。
2. 法的手続きを通じて、党組織の主張を地方の規制、地方政府の規則又はその他の政令にする。
3. 地域の思想文化宣伝工作に対する指導を強化し、イデオロギー工作の指導権、発言権をしっかりと掌握する。
4. 幹部管理権限に従い幹部を任免し、管理し、地方国家機関、政協組織、人民団体、国有企業事業単位等に重要幹部を推薦する。
5. 人民代表大会、政府、政治協商会議、裁判所、検察院、人民団体などが法により規約に基づき独立して責任を負い、協調一致して業務を展開することを支持・保証し、これらの組織における党グループの指導の核心的役割を発揮する。
6. 地域の群団活動と統一戦線活動に対する指導を強化する。
7. 所属する党組織と広範な党員を動員、組織し、大衆を団結させて党の目標任務を実現する。

## 構成機関
『重慶市機構改革方案』によると、中国共産党重慶市委員会には15の工作機関が設置され、工作機関が管理する機関（副庁級）が1つある。中国共産党重慶市委員会は以下の機構を設置している：
- 中国共産党重慶市委員会弁公庁

### スキル部門
- 中国共産党重慶市委員会組織部
- 中国共産党重慶市委員会宣伝部
- 中国共産党重慶市委員会統一戦線工作部
- 中国共産党重慶市委員会政法委員会

### 仕事部門
- 中国共産党重慶市委員会組織部政策研究室
- 中国共産党重慶市委員会組織部国家安全委員会弁公室
- 中国共産党重慶市委員会網絡安全・情報化委員会弁公室
- 中国共産党重慶市委員会財経委員会弁公室
- 中国共産党重慶市委員会機構編成委員会弁公室
- 中国共産党重慶市委員会軍民融合発展委員会弁公室
- 中国共産党重慶市委員会台港澳工作弁公室
- 中国共産党重慶市委員会巡回指導者小組弁公室
- 中国共産党重慶市委員会老幹部局

### 派遣機関
- 中国共産党重慶市委員会直属機関工作委員会

### 直属事業単位
- 中国共産党重慶市委員会党校
- 重慶社会主義学院
- 『重慶日報（中国語版）』社
- 中国共産党重慶市委員会党史研究院
- 重慶市公文書館

……

### 作業組織が管理する機関
- 中国共産党重慶市委員会機密局（省委員会弁公庁が管理する）

## 歴代の書記
| 肖像 | 氏名                           | 就任           | 退任           | 注    |
| ---- | ------------------------------ | -------------- | -------------- | ----- |
|      | 陳錫聯 (1915年–1999年)         | 1949年         | 1950年         |       |
|      | 張霖之 (1908年–1967年)         | 1950年         | 1952年         |       |
|      | 曹荻秋 (1909年–1976年)         | 1952年         | 1954年         |       |
|      | 閻紅彦 (1909年–1967年)         | 1956年         | 1959年         |       |
|      | 任白戈 (1906年–1986年)         | 1959年         | 1967年         |       |
|      | 藍亦農 (1919年–2008年)         | 1967年         | 1968年         |       |
|      | 段思英 (1917年–2007年)         | 1968年         | 1969年         |       |
|      | 何雲峰 (1922年–2013年)         | 1969年         | 1973年         |       |
|      | 魯大東 (1915年–1998年)         | 1973年         | 1977年         |       |
|      | 銭敏 (1915年–2016年)           | 1977年         | 1978年         |       |
|      | 丁長河 (1922年（102 - 103歳）) | 1978年         | 1980年         |       |
|      | 于漢卿 (1929年–2011年)         | 1980年         | 1985年         |       |
|      | 廖伯康 (1924年11月（100歳）)   | 1985年         | 1988年         |       |
|      | 肖秧 (1929年–1998年)           | 1988年         | 1993年         |       |
|      | 孫同川 (1940年（84 - 85歳）)   | 1993年         | 1995年         |       |
|      | 張徳鄰 (1939年8月（85歳）)     | 1995年10月     | 1999年6月      |       |
|      | 賀国強 (1943年10月1日（81歳）) | 1999年6月      | 2002年10月     |       |
|      | 黄鎮東 (1941年（83 - 84歳）)   | 2002年10月     | 2005年12月     |       |
|      | 汪洋 (1955年3月（69 - 70歳）)  | 2005年12月24日 | 2007年11月30日 |       |
|      | 薄熙来 (1949年7月3日（75歳）)  | 2007年11月30日 | 2012年3月15日  | [ 1 ] |
|      | 張徳江 (1946年11月4日（78歳）) | 2012年3月15日  | 2012年11月20日 | [ 2 ] |
|      | 孫政才 (1963年9月25日（61歳）) | 2012年11月20日 | 2017年7月14日  | [ 3 ] |
|      | 陳敏爾 (1960年9月29日（64歳）) | 2017年7月15日  | 2022年12月8日  | [ 4 ] |
|      | 袁家軍 (1962年9月27日（62歳）) | 2022年12月8日  | 現在           | [ 5 ] |

## 歴代の構成員
第一期市委（1997年6月-2002年5月）
- 書 記：張徳鄰（-1999年6月）、賀国強（1999年6月-）
- 副書記：蒲海清（-1999年6月）、王雲龍、劉誌忠、王鴻挙、甘宇平（1998年6月-）、包敘定（1999年6月-）
- 常務委員：張徳鄰（-1999年6月）、蒲海清（-1999年6月）、王雲龍、劉志忠、王鴻挙、甘宇平、李学挙、騰久明（苗族）、趙海漁、陳邦国、税正寬、邢元敏(女)、賀国強（1999年6月-）、包敘定（1999年6月-）

第二期市委（2002年5月-2007年5月）
- 書 記：賀国強（-2002年10月）、黄鎮東（2002年10月-2005年12月）、汪洋（2005年12月-）
- 副書記：包敘定、王雲龍、王鴻挙、騰久明（苗族）、聶衛国、邢元敏(女)
- 常務委員：賀国強、包敘定、王雲龍、王鴻挙、騰久明（苗族）、聶衛国、邢元敏(女)、林尊龍、朱明国（黎族）、馬儒沛、黄奇帆、何事忠、張宗海、馬正其、黄鎮東（2002年10月-2005年12月）、汪洋（2005年12月-）

第三期市委（2007年5月-2012年6月）
- 書 記：汪洋（-2007年12月）、薄熙来（2007年12月-2012年3月）、張徳江（2012年3月-）
- 副書記：王鴻挙、張軒(女)
- 常務委員：汪洋、王鴻挙、張軒（女）、黄奇帆、何事忠、馬正其、徐敬業、范照兵、劉光磊、郎友良、陳存根、翁傑明、呉政隆、薄熙来（2007年12月-2012年3月）、張徳江（2012年3月-）

第四期市委（2012年6月-2017年5月）
- 書 記：張徳江（-2012年11月）、孫政才（2012年11月-）
- 副書記：黄奇帆（-2016年12月）、張軒（女）（-2013年4月）、張国清（2013年4月-）、唐良智（2016年12月-）
- 常務委員：張徳江（-2012年11月）、黄奇帆（-2016年12月）、張軒（女）（-2013年4月）、馬正其（-2013年4月）、徐敬業（-2013年7月）、范照兵（-2013年7月）、劉光磊（-2015年1月）、徐松南（-2016年12月）、翁傑明（-2016年9月）、呉政隆（-2014年9月）、梁冬春（-2014年10月）、劉学普（土家族）、徐海栄（-2015年4月）、張国清（2013年4月-）、淩月明（2013年7月-2016年12月）、曽慶紅（女）（2013年7月-）、燕平（2013年11月-）、高暁勇（2014年10月-2015年6月）、張鳴（2015年1月-）、王顕剛（2015年4月-）、陳代平（2015年6月-）、唐良智（2017年3月-）、陳雍（満族）（2016年12月-）、呉存栄（2017年3月-）

第五期市委（2017年5月-2022年5月）
- 書 記：孫政才（-2017年7月、失脚）、陳敏爾（2017年7月-）
- 副書記：張国清（-2017年12月）、唐良智（-2021年12月）、任学鋒（2018年10月-2019年10月，逝世）、呉存栄（2021年1月-）、胡衡華（2021年12月-）
- 常務委員：孫政才（-2017年7月、失脚）、張国清（-2017年12月）、唐良智（-2021年12月）、呉存栄、張鳴（-2022年4月）、曽慶紅（女）（-2017年9月15日）、陳雍（満族）（-2018年10月）、王顕剛（-2018年1月）、劉強、陳綠平（-2018年1月）、陶長海（-2018年1月）、杜和平（-2018年1月）、陳敏爾（2017年7月-）、胡文容（2017年9月-2020年12月）、李静（女）（2017年12月-）、 韓志凱（2017年12月-2021年2月）、王賦（2018年1月-2021年12月）、莫恭明（2018年1月-）、任学鋒（2018年10月-2019年10月、逝世）、段成剛（2018年10月-）、穆紅玉（女）（2018年11月-2021年12月）、彭金輝（彜族）（2020年12月-2022年5月）、高歩明（2021年2月-）、李明清（2021年7月-）、胡衡華（2021年12月-）、宋依佳（女）（2022年3月-）、陳鳴波（2022年3月-）、姜輝（2022年4月-）、蔡允革（2022年5月-）、張鴻星（2022年5月-）

第六期市委（2022年5月至今）
- 書 記：陳敏爾（-2022年12月）、袁家軍（2022年12月-）
- 副書記：胡衡華、李明清
- 常務委員：陳敏爾（-2022年12月）、胡衡華、李明清、陸克華（-2024年11月）、宋依佳（女）、姜輝、蔡允革、張鴻星（-2023年4月、逝世）、陳鳴波（-2024年3月）、于会文（満族）（-2024年4月）、盧紅（女）、羅藺、王燕崎（2023年10月-）、袁家軍（2022年12月-）、陳新武（2023年7月-）、劉尚進（2024年7月-）、商奎（2024年8月-）